# Schlacht bei Tanga
1914

Maziúa – Njassasee – Karonga – Sansibar – Rufijidelta – Kilimandscharo – Tanga
1915

Jassini – Bukoba – Tanganjikasee  – Saisi
1916

Oldoboro (Salaita) – Reata-Latema – Tabora Offensive (Tabora) – Kahe – Kondoa Irangi – Matamondo – Kilosa – Mlali – Dutumi – Kisaki – Kibata
1917

Behobeho – Nambanje – Kiawe Brücke – Rumbo – Mahiwa – Mahenge – Ngomano
1918

Namacurra – Lioma – Pere Hills
Die Schlacht bei Tanga war eine militärische Auseinandersetzung zwischen Großbritannien und dem Deutschen Reich während des Ersten Weltkrieges. Sie fand zwischen dem 2. und 5. November 1914 bei der ostafrikanischen Hafenstadt Tanga (heute in Tansania) statt.

## Hintergrund
Seit Anfang August bestand der Kriegszustand zwischen Deutschland und Großbritannien, der sich trotz der Neutralitätsbestimmungen der Kongoakte auch auf die Kolonien ausdehnte. Die Feindseligkeiten zwischen den in Kenia und Deutsch-Ostafrika befindlichen Kolonialstreitkräften beschränkten sich auf kleinere Grenzgefechte, da beide Seiten militärisch schwach waren. Stoßtrupps der Schutztruppe für Deutsch-Ostafrika drangen immer wieder bis an die Strecke der Uganda-Bahn vor und zerstörten Gleise. Am 15. August 1914 besetzten deutsche Kräfte den kenianischen Grenzort Taveta.
Hierauf reagierte die britische Seite mit der Herbeiführung von Verstärkungen aus Indien. Ab dem 1. September trafen 4.000 indische Soldaten unter dem Kommando des Generals James Marshall Stewart in Mombasa ein. Im Oktober wurden weitere 8.000 Mann unter Generalmajor Arthur Aitken per Schiff nach Ostafrika verlegt. Der Plan war, mit einer Zangenbewegung die deutschen Kräfte im Norden der deutschen Kolonie zu zerschlagen. Stewart sollte dabei vom Kilimanjaro her eindringen, während Aitken von See aus einen Brückenkopf in Tanga bilden und von dort aus den anderen Teil der Zangenbewegung durchführen sollte.

## Die Schlacht
Im Vorfeld der britischen Landung erreichte der Geschützte Kreuzer HMS Fox den Hafen von Tanga. Dessen Kommandant, F. W. Cauldfield, begab sich an Land, um ein zuvor geschlossenes Waffenstillstandsabkommen aufzukündigen, wo er den Bezirksamtmann Auracher antraf. Unter dem Vorwand, höhere Vorgesetzte konsultieren zu müssen, verließ Auracher eilends Tanga und informierte den Kommandanten der Schutztruppe, Oberstleutnant Paul von Lettow-Vorbeck, von der bevorstehenden Landung. Zusätzlich suggerierte er Cauldfield, dass der Hafen vermint sei und veranlasste so das angloindische Korps unter der Führung von General Arthur Aitken, in einem sumpfigen Mangrovengelände etwa drei Meilen entfernt von Tanga an Land zu gehen. Aitken versäumte hierbei jegliche Aufklärung des Geländes.

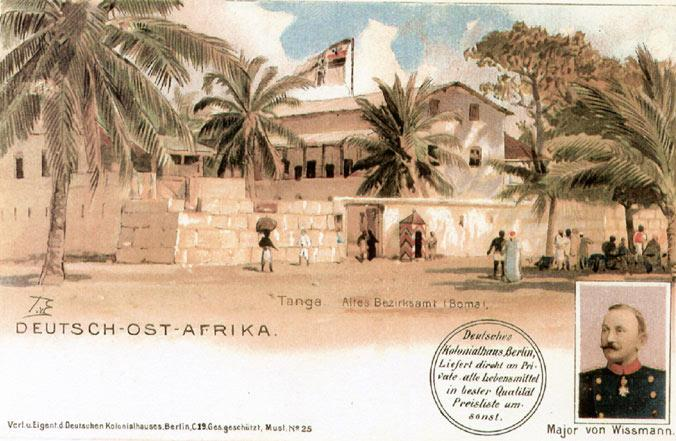
Postkarte von Tanga mit einer Abbildung des Majors Hermann von Wissmann, 1914

Die Truppen bestanden aus dem britischen North-Lancashire-Regiment und acht indischen Regimentern (Kashmir-Rifles). Die indischen Regimenter waren schlecht ausgebildete Reserveeinheiten. Viele ihrer Soldaten waren mit Lee-Enfield-Gewehren ausgestattet worden, die sie nicht bedienen konnten. Sie kamen aus verschiedenen Teilen Indiens und sprachen über zehn verschiedene Sprachen.
Nachdem sie in Bombay an Bord gegangen waren, verzögerte sich die Abfahrt um 16 Tage. Die Briten nahmen keine Rücksicht auf die Religion und die Kastenzugehörigkeit. Während der Fahrt wurden viele krank. Sie durften auch nach der Ankunft in Mombasa aus Geheimhaltungsgründen nicht an Land gehen. Den Briten standen zum Zeitpunkt der Landung in Tanga nur einige Züge der deutschen Schutztruppe gegenüber. Einige Verbände aus dem Landesinneren sowie das freiwillige Schützenkorps aus Usambara eilten bis zum Abend den deutschen Verteidigern zu Hilfe. Das Gros der deutschen Truppen mit 950 Soldaten unter Lettow-Vorbeck wurde mit der Eisenbahn von der Bahnstation Neu Moschi von der Nordgrenze der deutschen Kolonie über 350 Bahnkilometer nach Tanga verlegt und erreichte die Stadt in der Nacht auf den 4. November.
Das britische Bataillon der Loyal North Lancashire drang am Nachmittag des 4. November in Tanga ein und drängte die Schutztruppe zurück. Die indischen Truppen rückten am linken Flügel in unübersichtlichem Gelände unkoordiniert vor. Manche dieser Soldaten schossen wild um sich, verletzten und töteten dabei eigene Kameraden und brachten Verwirrung in die Truppe.

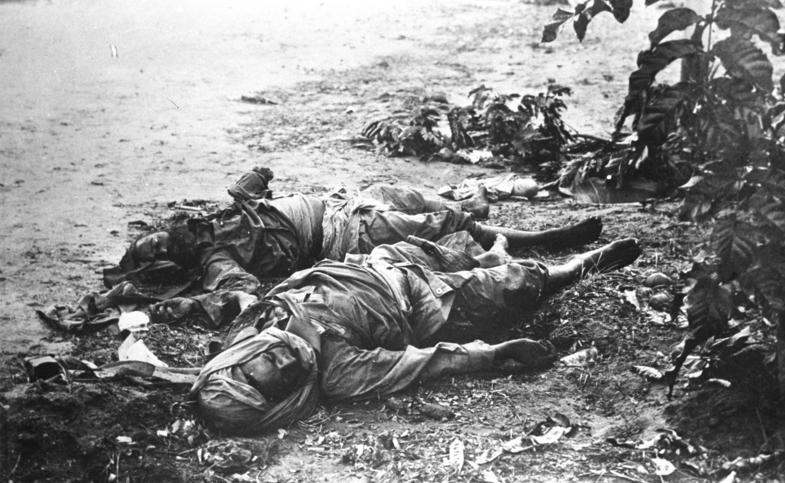
Tote indische Soldaten am Strand bei Tanga

Um 16 Uhr befahl Lettow-Vorbeck, der die deutschen Truppen in vorderster Front kommandierte, der 16. Feldkompanie mit drei Maschinengewehren den Angriff auf die ungesicherte Flanke des linken Flügels der indischen Truppen. Die im Umgang mit dem Maschinengewehr geübten Askaris töteten und verwundeten zahlreiche indische Soldaten auf dem linken Flügel, der sich zum Zeitpunkt des Angriffs auf praktisch deckungslosem Gelände befand. In der darauffolgenden Panik flüchtete der gesamte linke Flügel und im entstehenden Chaos konnte keine Verteidigungslinie mehr aufgebaut werden. Um 18 Uhr gab auch der rechte Flügel seine Stellungen auf und zog sich zur Küste zurück.
Die Briten wurden zudem auch von sehr aggressiven Bienen bedrängt, deren Stöcke sich in der Nähe der britischen Stellungen befanden, so dass die Schlacht im englischen Sprachraum auch als „battle of the bees“ (dt.: "Bienenschlacht") bekannt wurde. Die Londoner Times unterstellte den Deutschen, die Bienenstöcke bewusst als Waffe eingesetzt zu haben. Auch die Askaris litten unter Stichen.
Die deutschen Kompanieführer gaben sich mit dem Rückzug des Gegners zufrieden und verfolgten ihn nicht. Anscheinend vertrauten die meisten deutschen Offiziere noch nicht der Leistungsfähigkeit ihrer schwarzen Askaris. Lettow-Vorbeck tadelte im Nachhinein die nicht erfolgte Verfolgung des Gegners. Am 5. November vereinbarten beide Seiten einen Waffenstillstand zwecks Bergung und Versorgung der Verwundeten und Beerdigung der Toten. Die verwundet gefangenen britischen Offiziere wurden den britischen Truppen übergeben. Diese Offiziere mussten nur ihr Ehrenwort geben, nicht mehr gegen deutsche Truppen zu kämpfen. Während des Waffenstillstands konnten die Briten ihre Truppen ungestört einschiffen, trotzdem mussten größere Mengen an Waffen, Munition und Ausrüstung zurückgelassen werden. Die Schlacht von Tanga war laut der offiziellen britischen Geschichte des Ersten Weltkrieges zu einem „der bemerkenswertesten Fehlschläge in der britischen Militärgeschichte“ geworden.
Die Briten hatten 800 Gefallene, 500 Verwundete und 250 Vermisste zu beklagen. Die deutschen Verluste betrugen 69 Mann, darunter 54 Askari. Auch der Hauptmann Tom von Prince, Kommandeur der 14. Kompanie, fiel in der Schlacht. 16 britische Maschinengewehre, 600.000 Schuss Munition sowie umfangreiches sonstiges Gerät wurden von den Deutschen erbeutet.
Für den Sieg waren die geschickte Führung durch Lettow-Vorbeck und die gute Ausbildung und Disziplin der Askari ausschlaggebend.

## Nachspiel
Am 3. November wurde auch die Brigade von General Steward bei Longido am Kilimandscharo (Schlacht am Kilimandscharo) zurückgeschlagen.
Ein folgender Versuch der Briten, mit der Besetzung von Jassini am Grenzfluss Umba ihr Grenzland abzusichern, endete im Januar 1915 mit einer weiteren Niederlage in der Schlacht um Jassini. Diese Serie von Rückschlägen führte zum Entschluss, in Kenia eine deutliche Übermacht mit südafrikanischen Truppen aufzubauen. Dies verschaffte der deutschen Kolonie – abgesehen von den fortdauernden Grenzkämpfen und den Kämpfen auf den Seen – eine Ruhepause bis zum Beginn der alliierten Großoffensive 1916.
General Aitken wurde nach England abberufen, zum Oberst degradiert und mit halbem Sold in den Ruhestand versetzt.

## Erinnerungskultur
Zur Erinnerung an die Schlacht von Tanga wurden in verschiedenen deutschen Städten Straßen nach dem Ort Tanga benannt, so in Berlin (1927), München (1933), Köln (1935), Oldenburg (1936), wo die Bundeszentrale von „Miss Germany“ in der Tangastraße residiert, Hamburg (1937 an der Estorff-Kaserne, 1947 in Kelloggstraße und Wilsonstraße umbenannt) und Gelsenkirchen (1939). Viele dieser Straßenbenennungen stammen aus der Zeit von 1933 bis 1945 und gehören in den Kontext von Plänen der Nationalsozialisten, die deutschen Kolonien in Afrika zurückzufordern. Die deutsche Kriegsmarine stellte 1939 ein Schnellbootbegleitschiff mit dem Namen Tanga in Dienst.

## Filmische Umsetzung
In der zweiten Folge des ZDF-Dreiteilers Afrika, mon amour (Erstausstrahlung 2007) bildet die Schlacht bei Tanga einen Höhepunkt.